# غيلبرتو أوخيدا كاماتشو
غيلبرتو أوخيدا كاماتشو هو سياسي مكسيكي، ولد في 7 مارس 1957 في Guamúchil ‏ في المكسيك. نشط حزبياً في الحزب الثوري المؤسساتي. وقد انتخب عضو مجلس النواب المكسيك ‏.